# Törnsångare
Törnsångare (Curruca communis) är en fågel som tillhör familjen sylvior. Den häckar allmänt i öppna landskap med buskar och snår, i stora delar av Europa, österut till bergstrakter i Centralasien samt i Marocko och Algeriet i nordvästra Afrika. Vintertid flyttar den till tropiska Afrika. Törnsångaren ökar i antal och beståndet anses vara livskraftigt.

## Utseende och läte
Törnsångaren blir omkring 13 till 15 cm lång och väger tolv till 17 gram. Ovansidan är gråbrun, vingarna är rödbruna och undersidan är beigevit. Den har vitaktig strupe, tunn vit ögonring, relativt lång stjärt och beige ben. Hanen har grå och honan brun hjässa. 

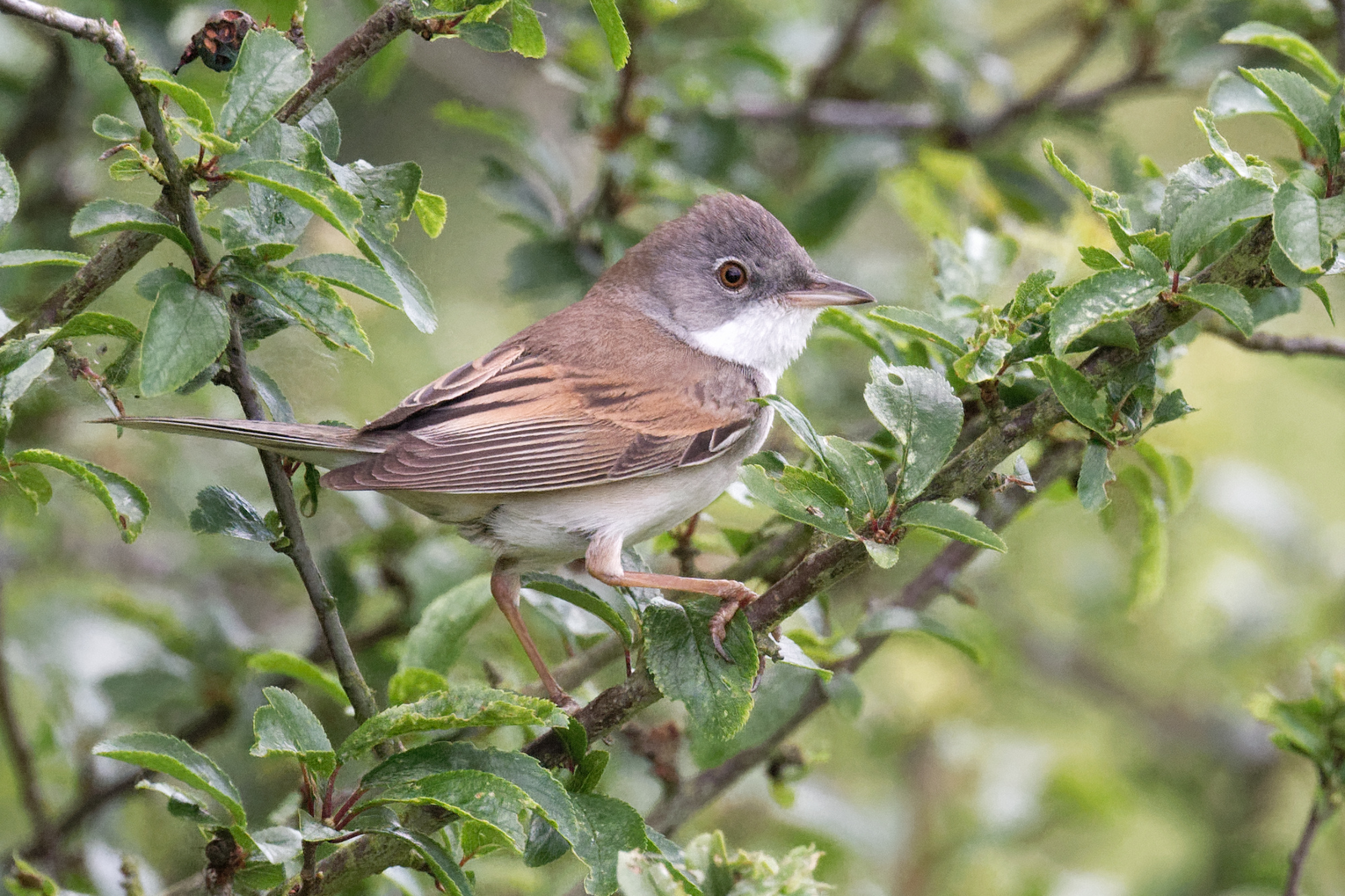
Hane fotograferad i franska Seine-et-Marne.

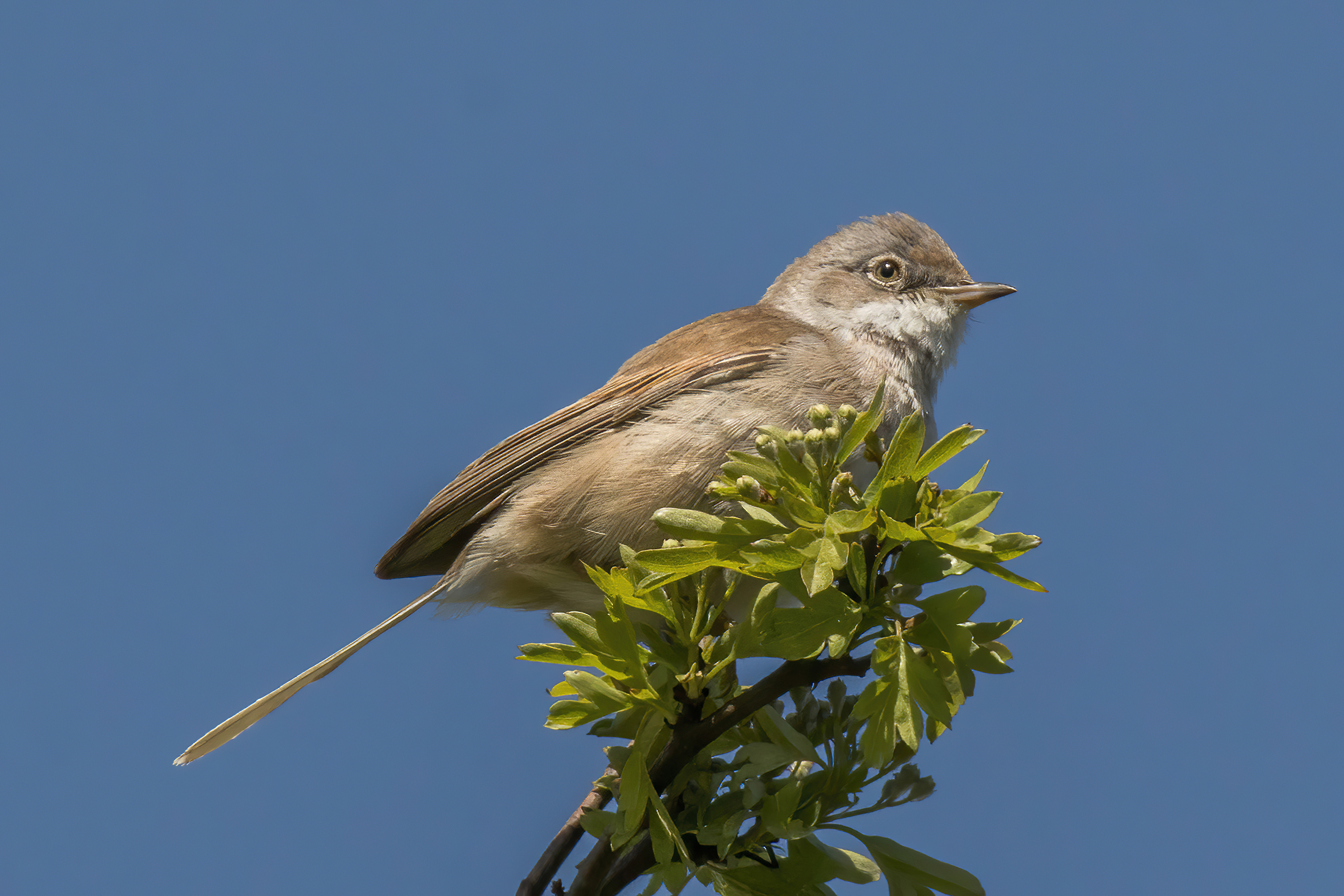
Hona fotograferad i Aston Upthorpe, Oxfordshire, England.

Lätet låter som "fed fed" eller "void void". Sången är karaktäristisk, en kort rask strof med rivig, sträv och grov röst, framförd med en ivrig och knackig rytm, som kan liknas vid Tycker du det, tycker du? I sångflykt hörs en liknande strof, men längre och mer pladdrig än rytmisk.

## Utbredning och systematik
Törnsångaren är en flyttfågel som häckar allmänt i nästan hela Europa, förutom i Alperna, Pyrenéerna, södra Portugals och Spaniens inland och i norra Skandinavien. Den häckar även i allra nordligaste Afrika i Algeriet och Marocko samt västra Asien, och den övervintrar i tropiska Afrika. 
Törnsångarens inre systematik är omstridd. Internationella auktoriteterna IOC och Clements m.fl. delar in den i fyra underarter med följande utbredning:
- vanlig törnsångare[5] (Curruca communis communis) – nominatformen förekommer i Europa österut till norra Turkiet samt i Nordafrika
- Curruca communis volgensis – förekommer i sydöstra europeiska Ryssland, västra Sibirien och norra Kazakstan
- Curruca communis icterops – förekommer från centrala Turkiet österut till Turkmenistan och Iran
- Curruca communis rubicola – förekommer i bergstrakter i Centralasien

I verket Handbook of Western Palearctic Birds (Shirihai & Svensson 2018) inkluderas istället volgensis i nominatformen. Även svenska BirdLife Sverige följer denna indelning.

### Förekomst i Sverige
I Sverige förekommer törnsångaren allmänt i de södra och mellersta delarna av landet och utmed Norrlandskusten. Törnsångaren anländer till Sverige i mitten av maj.

### Släktskap och släktestillhörighet
Arten placeras traditionellt i släktet Sylvia. Genetiska studier visar dock att Sylvia består av två klader som skildes åt för hela 15 miljoner år sedan. Sedan 2020 delar BirdLife Sverige och tongivande internationella auktoriteten International Ornithological Congress (IOC) därför upp Sylvia i två skilda släkten, varvid törnsångaren förs till Curruca. Även eBird/Clements följde efter 2021. Den är närmast släkt med glasögonsångaren (C. conspicillata) och dessa två bildar en grupp tillsammans med provencesångare (C. undata), sardinsk sångare (C. sarda) och balearisk sångare (C. balearica).

## Ekologi

### Häckning och biotop
Törnsångaren förekommer i öppna landskap med törniga buskar och snår, och är mycket trogna sin hemort. Den huvudsakliga häckningstiden infaller i maj-juli. Hanarna anländer först till häckningsområdena och börjar att etablera revir. Han börjar sedan att bygga en eller flera ”lekbon”. Dessa liknar det ordinarie boet men är inte lika fint fodrade på insidan. I detta avseende skiljer den sig från trädgårdssångaren (Sylvia borin) som bygger ytterst slarviga lekbon. Honan väljer sedan ut ett av hanens lekbon och med hans hjälp slutförs byggandet. 
Den bygger ett skålformat bo av gräs, rötter, hår och strån som den gömmer nära marken i tät växtlighet. Honan lägger fyra till sex ägg vilka ruvas omväxlande av båda föräldrarna i elva till 13 dagar. Ungarna stannar i boet i tio till tolv dagar. Arten utsätts ganska ofta för häckningsparasitism av gök som lägger sitt ägg i törnsångarens bo. En törnsångare kan bli upp till åtta år gammal. 

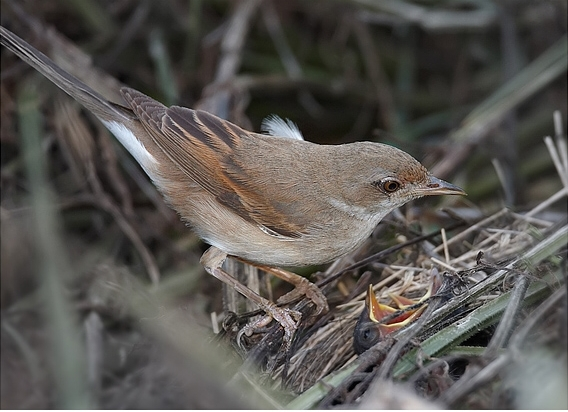
Hona med ungar.

### Föda
Törnsångaren lever av insekter och deras larver, spindlar och bär.

## Törnsångaren och människan

### Status och hot
Törnsångaren har ett mycket stort utbredningsområde, den globala populationen är stor och utvecklingstrenden bedöms som något ökande. Utifrån dessa kriterier bedöms inte arten vara hotad och IUCN kategoriserar därför törnsångaren som livskraftig (LC). Världspopulationen uppskattas grovt till mellan 60,3 och 91,1 könsmogna individer.
I Sverige har arten ett stort utbredningsområde och det finns inga tecken på betydande populationsförändring. Artens bestånd i Sverige listas därför som livskraftigt av Artdatabanken. 2018 uppskattades det svenska beståndet till 248 000 par.

### Namn
Törnsångaren har förr även kallats "törnsmyg". Det vetenskapliga artnamnet communis betyder "allmän".

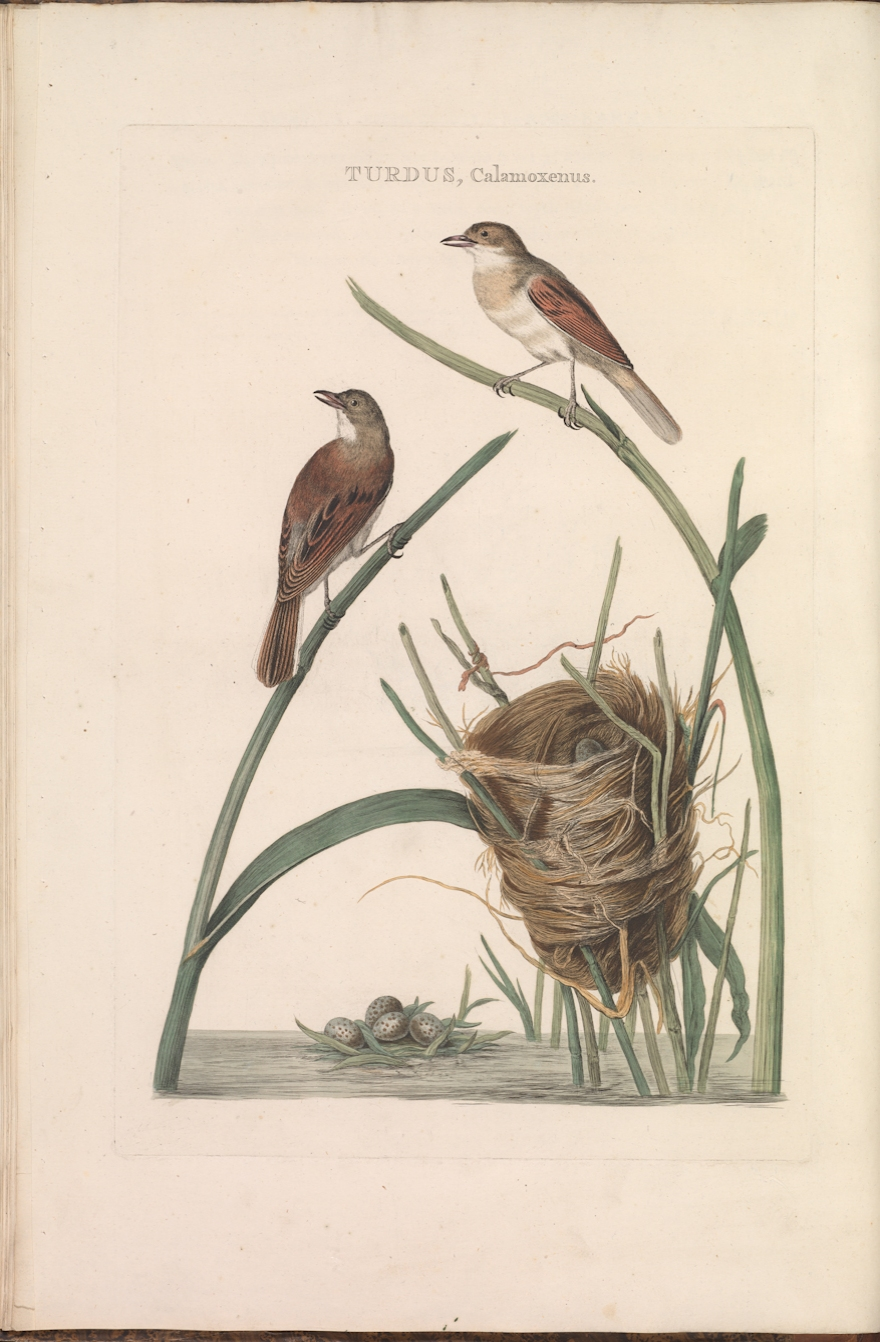
Törnsångare ur Nederlandsche Vogelen, vol. 2, från 1789.

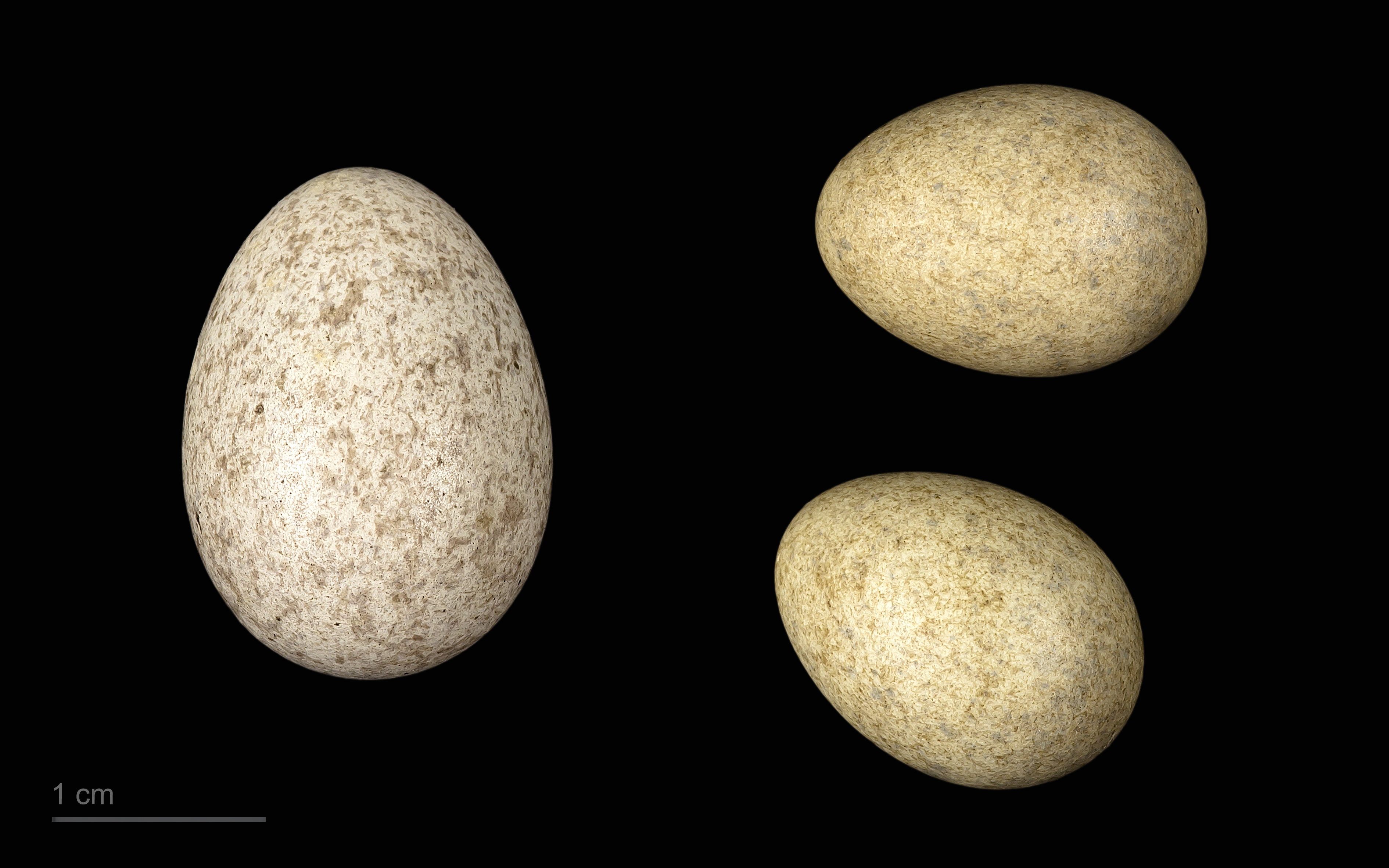
Cuculus canorus canorus + Sylvia communis